# Rodalia de Girona
La rodalia de Girona és un nucli de serveis de trens de rodalia de Rodalies de Catalunya que connecta, sense necessitat de transbord, les comarques del Barcelonès, el Maresme, la Selva, el Gironès i l'Alt Empordà mitjançant una línia, la RG1

## Serveis de Rodalia de Girona
El servei es presta com a perllongament de la R1 des de L'Hospitalet de Llobregat com inici de línia, fins a Figueres i Portbou, amb el nom de RG1, mentre que a la R11 es mantenen totes les freqüències actuals fins a Barcelona.

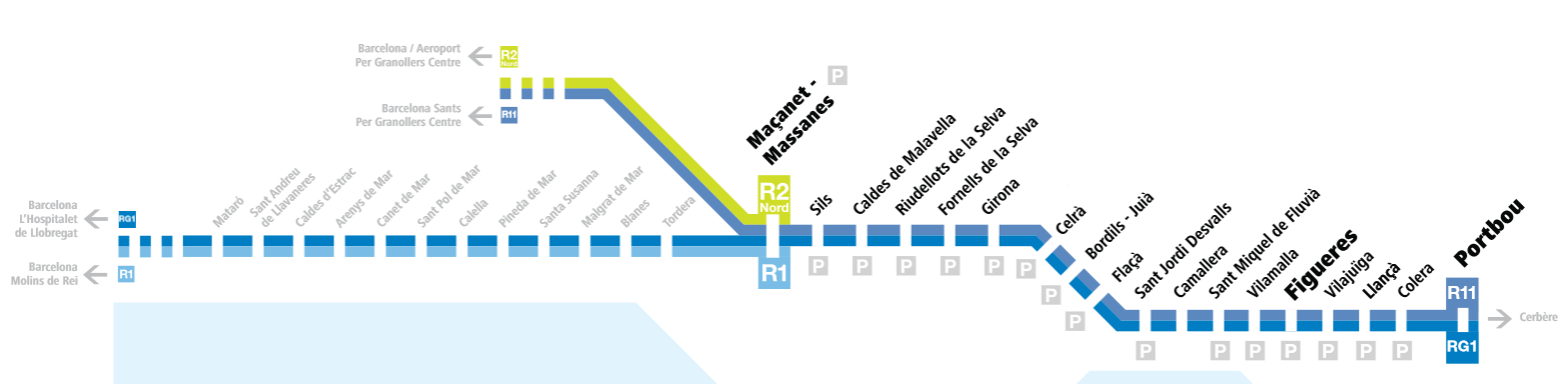
Mapa del servei de Rodalia de Girona, Rodalies de Catalunya.

| Línia | Servei de rodalia de Girona                    |
| ----- | ---------------------------------------------- |
|       | L'Hospitalet de Llobregat · Figueres · Portbou |

| Línia | Serveis regionals                                        |
| ----- | -------------------------------------------------------- |
|       | Barcelona Sants · Portbou per Granollers Centre i Girona |

| Línia | Servei de rodalia de Barcelona                             |
| ----- | ---------------------------------------------------------- |
|       | Molins de Rei · Maçanet-Massanes per Mataró                |
|       | Aeroport del Prat · Maçanet-Massanes per Granollers Centre |

## Recorregut de la línia
| Línia | Recorregut |
| ----- | --- |
|       | L'Hospitalet de Llobregat · Sants · Plaça de Catalunya · Arc de Triomf · El Clot-Aragó · Sant Adrià de Besòs · Badalona · Montgat · Montgat Nord · El Masnou · Ocata · Premià de Mar · Vilassar de Mar · Cabrera de Mar-Vilassar de Mar · Mataró · St. Andreu de Llavaneres · Caldes d'Estrac · Arenys de Mar · Canet de Mar · St. Pol de Mar · Calella · Pineda de Mar · Santa Susanna · Malgrat de Mar · Blanes · Tordera · Maçanet-Massanes · Sils · Caldes de Malavella · Riudellots · Fornells de la Selva · Girona · Celrà · Bordils-Juià · Flaçà · Sant Jordi Desvalls · Camallera · Sant Miquel de Fluvià · Vilamalla · Figueres · Vilajuïga · Llançà · Colera · Portbou |

## Integració tarifària

ATM de Girona

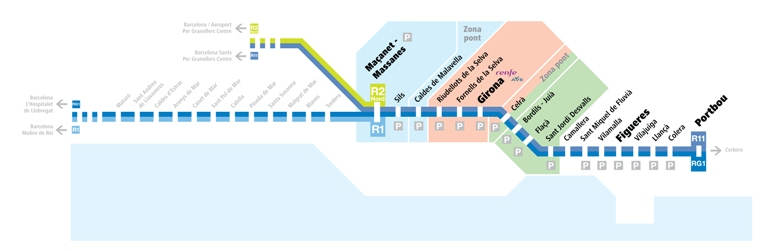
Mapa zonificat del servei de rodalia de Girona

Des del 15 de setembre de 2014, els títols de l'ATM Àrea de Girona són vàlids a tots els trens del servei de rodalia de Girona (línia RG1), tots els trens dels serveis regionals de la línia R11 amb Tarifa Regional i Tarifa MD, indistintament, amb parada en les estacions d'origen i destinació de l'àmbit d'aquests abonaments, és a dir, tots els que es realitzin entre estacions dins de l'àmbit del servei de rodalia de l'àrea de Girona: Maçanet-Massanes, Sils, Caldes de Malavella, Riudellots de la Selva, Fornells de la Selva, Girona, Celrà, Bordils-Juià, Flaçà i Sant Jordi Desvalls.

## Antecedents

Mapa del projecte inicial de Rodalia a Girona inclòs al PVC 2008-2012

El primer projecte d'un servei de tren de rodalia per a Girona va ser inclòs al Pla de Viatgers de Catalunya 2008-2012, elaborat per la Generalitat de Catalunya, i que preveia la creació d'una xarxa ferroviària de rodalia aprofitant la infraestructura ja existent. Inicialment es plantejaven dos serveis a la línia Barcelona-Girona-Portbou, que s'encavalcarien entre Riudellots de la Selva i Flaçà. Posteriorment, es va plantejar la creació d'un sol servei que circularia per la línia de Girona i la línia Barcelona - Mataró - Maçanet Massanes enllaçant Blanes amb Portbou.
La línia 1 de la rodalia de Girona anava a tenir, segons la revisió del projecte el 28 de juny de 2011, una de les dues estacions terminals a l'estació de Blanes, que conjuntament amb Maçanet permetria transbords amb la xarxa de Rodalia de Barcelona. Aquesta línia era plantejada per donar servei amb un tren per hora i sentit fins Figueres, i d'allà fins a Portbou un tren cada dues hores.